# Rejc
Rejc je priimek več znanih Slovencev:
- Adriana Rejc Buhovac, ekonomistka
- Andra Krapš Rejc, gospodarstvenica (Hidria)
- Dimitrij Rejc (*1955), pravnik in glasbenik
- Izidor Rejc (*1936), ekonomist, politik in literat
- Metoda Rejc Novak, zdravnica stomatologinja
- Sanja Rejc (*1980), radijska in javna voditeljica, likovna ustvarjalka (mdr. iz volne)
- Srečko Rejc (1904—1982), duhovnik in narodni delavec
- Vladimira Rejc (*1970), pesnica, literarna publicistka in urednica
- Zorko Rejc (1896—1994), pravnik, protifašist, organizator in vodja tajne dijaške skupine »Črni bratje«